# Bijeli Pavle
Bijeli Pavle je prema legendi predak Bjelopavlića. 
Plemensko predanje Bjelopavlića kazuje da Bijeli Pavle potječe iz Metohije. O njemu nema nikakvog sačuvanog pisanog dokumenta. Prvi sačuvani pomen Bjelopavlića je s početka 15.st. u jednom dokumentu iz Dubrovnika.